# La Vie moderne (film, 2008)
Pour les articles homonymes, voir La Vie moderne.
Pour plus de détails, voir Fiche technique et Distribution.
La Vie moderne est un 
documentaire français réalisé par Raymond Depardon et sorti en 2008. C'est le troisième volet de la série Profils Paysans.

## Caméra prototype
Tourner en 35 mm ? Pour des raisons de coût et de nuisance sonore, Depardon n'y songeait plus. C'était sans compter sur Jean-Pierre Beauviala, qui fabrique les caméras Aaton, qui lui permet de disposer pour la première fois en France d’un prototype de caméra super 35 mm à 2 perforations. Des cinéastes-écolos australiens se sont aperçus que l’on pouvait tourner en 35 mm d’une manière plus économique. Jusqu’à présent, il fallait quatre perforations pour faire une image. Ils se sont dit que c’était sans doute possible avec deux perforations mais il faudrait tourner en panoramique. D'où le format scope (2.35 : 1) ; Cela réduit considérablement les nuisances sonores mais oblige à passer par une numérisation de la pellicule (télécinéma) puis de repasser sur pellicule 4 perforations pour la diffusion en salle (kinéscopage).
Ainsi, les magasins de pellicule utilisés lors du tournage duraient 8 min 40 s au lieu de 4 min 20 s. « Cette durée m’intéressait pour filmer en direct des situations où je peux parler avec des gens, ou quand ils parlent entre eux. »

## Fiche technique
- Titre : La Vie moderne
- Réalisation : Raymond Depardon
- Pays d'origine :  France
- Format image : 2.35 Cinemascope couleur
- Format Son : Dolby SRD/DTS
- Genre : documentaire
- Durée : 88 minutes
- Date de sortie : 29 octobre 2008
- Production : Palmeraie et Désert
- Distribution : Ad Vitam
- Image : Raymond Depardon
- Montage : Simon Jacquet
- Son : Claudine Nougaret
- Mixage : Gérard Lamps
- Comptable : Catherine Baudry

## Distribution
- Marcel Challaye : lui-même
- Germaine Challaye : elle-même
- Paul Argaud : lui-même
- Amandine Valla : elle-même
- Michel Valla : lui-même
- Abel Jeanroy : lui-même
- Gilberte Jeanroy : elle-même
- Daniel Jeanroy : lui-même
- Jean-François Pantel : lui-même
- Nathalie Deleuze : elle-même
- Monique Rouvière : elle-même
- Cécile Rouvière : elle-même
- Camille Quenehen : elle-même
- Alain Rouvière : lui-même
- Raymond Privat : lui-même
- Marcel Privat : lui-même.

## Distinctions
- Prix Louis-Delluc 2008
- Nomination au César du meilleur film documentaire 2009